# Leif Dietrichson

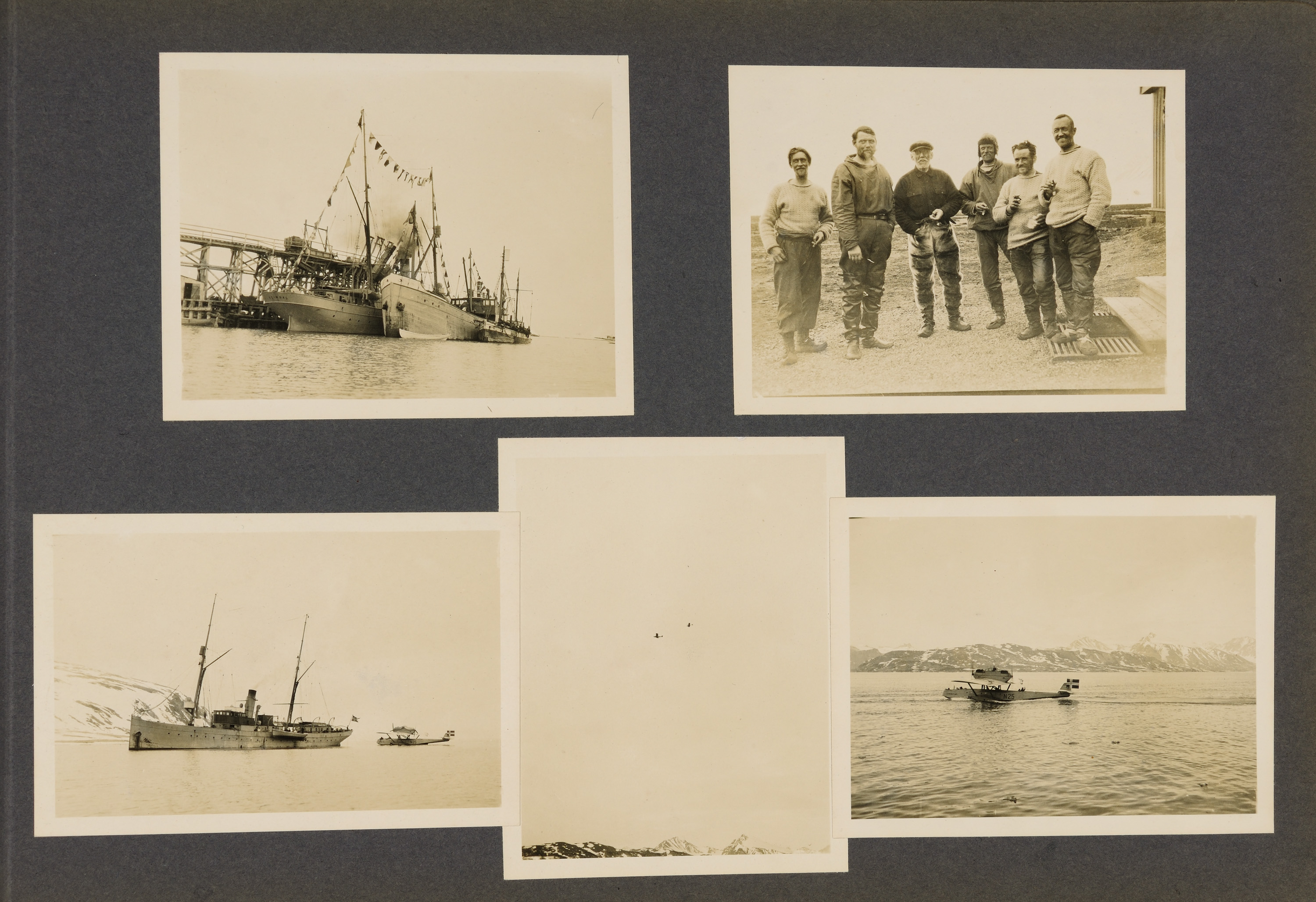
Lot na biegun północny, 1925

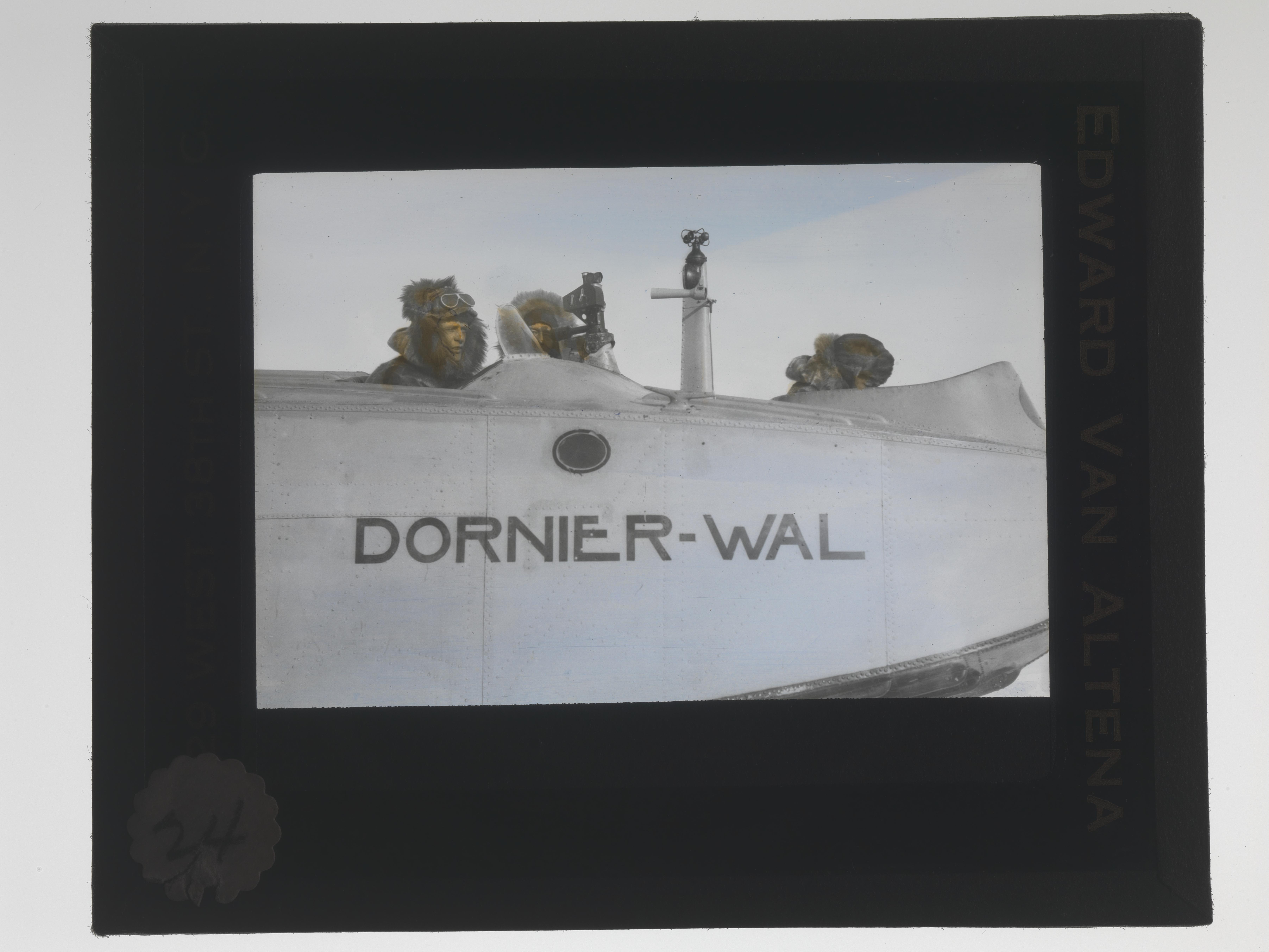
Dietrichson, Ellsworth i Omdal, N24, 1925

Leif Ragnar Dietrichson (ur. 1 września 1890 w Hønefoss, zaginął 18 czerwca 1928 na morzu przy Wyspie Niedźwiedziej) – norweski pionier lotnictwa polarnego, oficer marynarki norweskiej. Uczestnik wyprawy Roalda Amundsena (1872–1928) na biegun północny w 1925 roku – pilotował wodnosamolot N24, zaginął podczas ekspedycji ratunkowej Amundsena po włoskich polarników w 1928 roku.  

## Życiorys
Leif Ragnar Dietrichson urodził się 1 września 1890 roku w Hønefoss . Jego rodzicami byli lekarz Kristian Adolph Gustav Emil Dietrichson (1858–1896) i nauczycielka muzyki Birgitte Lynum (1860–1940) . Był bratankiem norweskiego polarnika Olufa Christiana Dietrichsona (1856–1942) i kuzynem norwesko-amerykańskiego pilota Bernta Balchena (1899–1973) .
W latach 1908–1911 studiował w szkole morskiej, po czym pracował dla Bergenske Dampskibsselskap . W 1914 roku został mianowany dowódcą torpedy (norw. torpedosjef) oraz dowódcą dywizji Hvaler z torpedowcem „Springer” .
W 1915 roku wstąpił do nowo powstałego lotnictwa marynarki i zaczął latać w 1916 roku . W 1918 roku odbył szkolenie w Wielkiej Brytanii . W tym samym roku został dowódcą bazy statków powietrznych w Kristiansand . W 1920 roku poślubił Gunvor Jebsen (1902–1997) . 

### Wyprawy z Amundsenem
W 1923 roku poznał Roalda Amundsena (1872–1928), który planował wyprawę na biegun północny . Na czas ekspedycji Dietrichson został urlopowany z wojska, którego dowództwo uznawało loty w warunkach arktycznych za element szkoleniowy . Amundsen zamierzał dotrzeć na biegun ze Svalbardu na dwóch wodnosamolotach Dornier N24 i N25 . Wyprawa ruszyła 21 maja 1925 roku . N25 pilotował Hjalmar Riiser-Larsen (1890–1965) , a Dietrichson zasiadł za sterami N24 . Według wcześniejszych obliczeń wyprawa miała osiągnąć biegun po 8 godzinach lotu. Po 8 godzinach lotu, samoloty N24 i N25 wylądowały na krze lodowej, by dokładnie określić pozycję . Wyprawa osiągnęła jednak jedynie szerokość 87°43′N . Samoloty osiadły w odległości 3–4 mil morskich od siebie . Przy starcie N24 doznał uszkodzeń i po wylądowaniu zaczął nabierać wody. Załoga wydobyła paliwo i zapasy i próbowała na nartach dotrzeć do N25. Lód był jednak cienki i Dietrichson wraz z mechanikiem Oskarem Omdalem (1895–1927) wpadli do wody. Zostali uratowani przez nawigatora N24 Lincolna Ellswortha (1880–1951). Dotarcie do N25 zabrało im prawie cały tydzień. Wszyscy uczestnicy budowali potem przez trzy i pół tygodnia pas startowy na lodzie . 15 czerwca Riiser-Larsen zdołał wystartować, zabierając na pokładzie wszystkich sześciu uczestników wyprawy z powrotem do Svalbardu .
W 1926 roku Dietrichson miał uczestniczyć w przelocie nad biegunem północnym organizowanym przez Amundsena jako nawigator sterowca „Norge” , jednak wycofał się „z powodów rodzinnych”. Biograf Amundsena Tor Bomann-Larsen oraz inni badacze uważali, że rezygnacja Dietrichsona spowodowana była niezadowoleniem i brakiem zgody na dzielenie tej funkcji z Lincolnem Ellsworthem, który nie miał wystarczających umiejętności, ale był sponsorem wyprawy  .
W 1928 roku Dietrichson został ponownie urlopowany z wojska, by wziąć udział w wyprawie amerykańskiego pilota Richarda Byrda (1888–1957) na biegun południowy . Zamiast lecieć do Stanów Zjednoczonych, ruszył na prośbę Amundsena wraz z nim samym na ratunek włoskiemu polarnikowi i konstruktorowi „Norge” Umberto Nobile (1885–1978), którego sterowiec „Italia” rozbił się podczas próby przelotu nad biegunem północnym.
Dietrichson zasiadł za sterami francuskiej maszyny Latham 47 i 18 czerwca 1928 roku wyprawa ratunkowa wystartowała z Tromsø . Po raz ostatni kontakt radiowy z samolotem miał miejsce trzy godziny później, kiedy znajdował się w okolicy Wyspy Niedźwiedziej . Następnie kontakt się urwał .
Koczująca na lodzie załoga „Italii” została wkrótce dostrzeżona przez samolot włoski, a 23 czerwca obok obozu wylądował szwedzki pilot Einar Lundborg (1896–1931), który zabrał Nobile i jego psa. Pilot wrócił po resztę załogi, lecz samolot rozbił się przy lądowaniu. Rozbitkowie zostali ostatecznie uratowani 12 lipca przez rosyjski lodołamacz „Krasin”.
Ponad dwa miesiące później odnaleziono w morzu jeden z pływaków maszyny Latham 47 . Potem jeszcze pojawił się przerobiony zbiornik na paliwo. Uważa się, że samolot rozbił się u wybrzeży Wyspy Niedźwiedziej, lecz nikogo nigdy nie odnaleziono.
Dietrichson został pośmiertnie awansowany na kapitana . Syn Dietrichsona Gustav (1921–1945) również został pilotem wojskowym i służył w Royal Air Force .

## Upamiętnienie
17 maja 1949 roku Hjalmar Riiser-Larsen odsłonił pomnik ku pamięci Dietrichsona w parku Søndre w Hønefoss . W 1956 roku imieniem Dietrichsona nazwano jedną z ulic w Stavanger .
Na cześć Dietrichsona nazwano jedną z zatok na Ziemi Północno-Wschodniej w archipelagu Spitsbergenu – Dietrichsonbukta.